# Kulaksızlar-Talsperre
Die Kulaksızlar-Talsperre (türkisch Kulaksızlar Barajı) befindet sich 9 km nordöstlich der Stadt Seydiler im Osten der türkischen Provinz Kastamonu.
Die Kulaksızlar-Talsperre wurde in den Jahren von 1993 bis 2009 am Bük Deresi, einem rechten Nebenfluss des Devrekani Çayı, errichtet.
Die Talsperre dient der Bewässerung einer Fläche von 5019 ha. 
Das Absperrbauwerk ist ein 33 m hoher Steinschüttdamm. 
Das Dammvolumen beträgt 1.015.000 m³.
Die Talsperre staut den Fluss auf einer Länge von 3,5 km.
Der Stausee bedeckt bei Normalstau eine Fläche von 1,68 km². 
Das Speichervolumen beträgt 18,72 Mio. m³.